# جامعة جندوبة
جامعة جندوبة، هي جامعة تونسية تقع في مدينة جندوبة شمال غربي البلاد. تتضمن الجامعة كلية واحدة، 7 معاهد و5 مؤسسات ذات الإشراف المزدوج. بلغ عدد الطلاب الدارسين فيها في السنة الجامعية 2008-2009 حوالي 15000 طالبا فيما بلغ عدد إطارات التدريس فيها 837 إطارا. يترأس الجامعة مصطفى النصراوي ويتولى منصب الكاتب العام العربي الحناشي.

## مؤسساتها
الكليات:
- كلية العلوم القانونية والاقتصادية والتصرف بجندوبة

المعاهد:
- المعهد العالي للعلوم الإنسانية بجندوبة
- المعهد العالي للموسيقى والمسرح بالكاف
- المعهد العالي للدراسات التطبيقية في الإنسانيات بالكاف
- المعهد العالي للغات التطبيقية والإعلامية بباجة
- المعهد الوطني للتكنولوجيا و العلوم بالكاف
- المعهد العالي للفنون والحرف بسليانة
- المعهد العالي للإعلامية بالكاف
- المعهد العالي للبيوتكنولوجيا بباجة

المؤسسات ذات الإشراف المزدوج:
- المدرسة العليا للفلاحة بالكاف
- المعهد الأعلى للرياضة والتربية البدنية بالكاف
- المدرسة العليا للمهندسين بمجاز الباب
- معهد المراعى والغابات بطبرقة
- المعهد العالي لعلوم التمريض بالكاف

## وصلات خارجية
- جامعة جندوبة.